# St. Mauritius (Twieflingen)

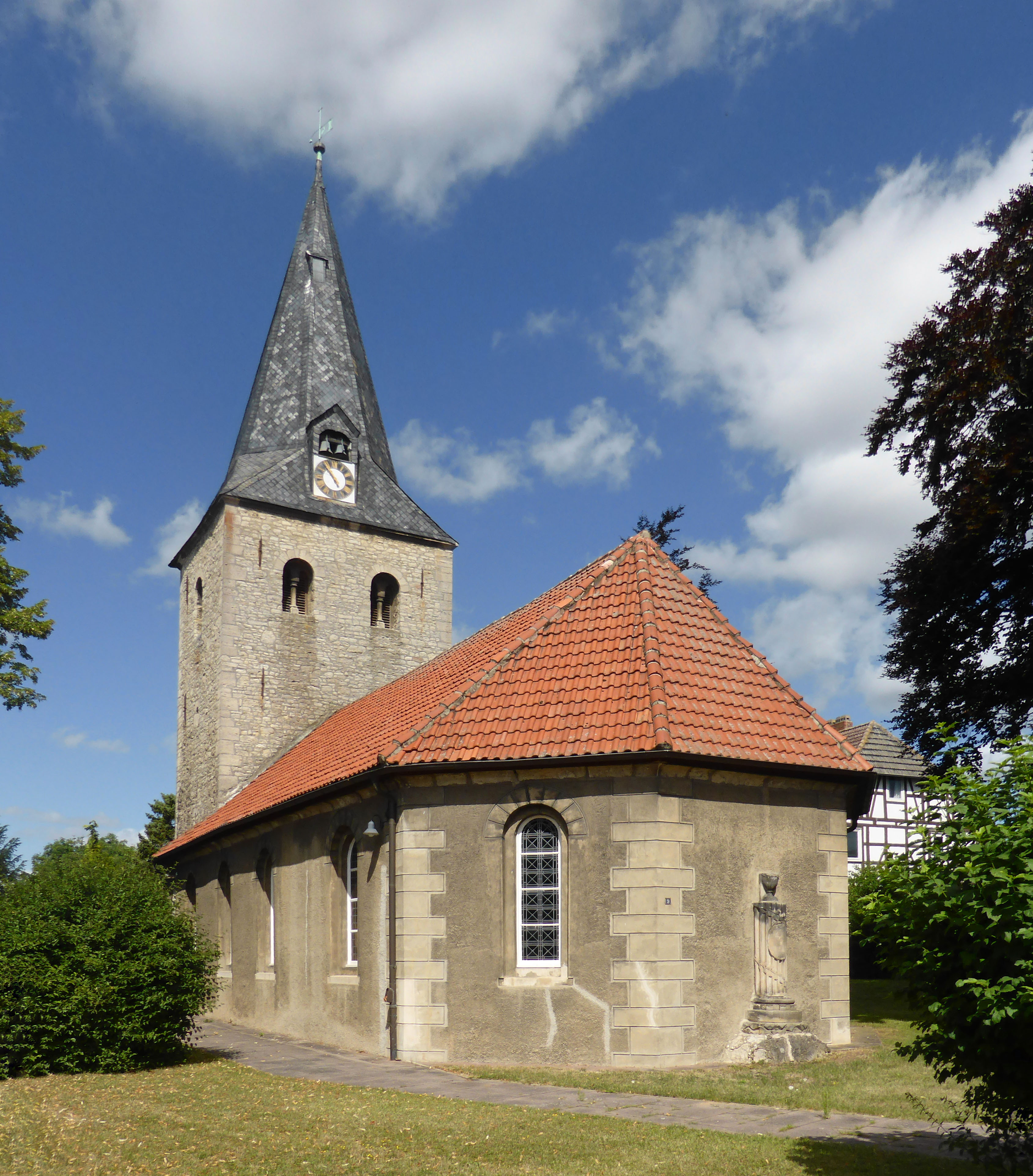
St. Mauritius (Twieflingen)

Die evangelisch-lutherische Kirche St. Mauritius steht in Twieflingen, einem Gemeindeteil der Gemeinde Söllingen im Landkreis Helmstedt in Niedersachsen. Das 
in der zweiten Hälfte des 13. Jahrhunderts errichtete Kirchengebäude ist ein Baudenkmal. Die Kirchengemeinde gehört zur Propstei Helmstedt der Evangelisch-lutherischen Landeskirche in Braunschweig.

## Beschreibung
Die Saalkirche besteht aus einem Langhaus, das mit einem Satteldach bedeckt ist, einem gleich breiten, dreiseitig abgeschlossenen Chor im Osten und einem querrechteckigen Kirchturm im Westen, der mit einem achtseitigen Knickhelm bedeckt ist, in dessen Dachgaube sich das Zifferblatt der Turmuhr und zwei Schlagglocken befinden. Der Glockenstuhl für die Kirchenglocken ist im Geschoss darunter untergebracht.